# Порочные + Божества
«Порочные + Божества» (англ. The Wicked + The Divine) — серия комиксов авторства Кирона Гиллена и Джейми Маккелви, выпускаемая издательством Image Comics с июня 2014 года по сентябрь 2019 года.

## Синопсис
Каждые 90 лет в мир людей приходят двенадцать богов. Они принимают облик молодых поп-звезд и привлекают к себе внимание — их знают, любят и ненавидят миллионы. Спустя два года они умирают и возрождаются в новом цикле в следующем веке. Главная героиня комикса — девушка по имени Лаура, которая является большой поклонницей Аматэрасу — богини солнца и одной из главных божеств всеяпонского пантеона синто. После одного из концертов Лаура знакомится с Люци — воплощением образа Люцифера в молодой девушке, образ которой списан с Дэвида Боуи. Люци обещает Лауре познакомить её с Аматэрасу, приводит её в гостиничный номер, где та даёт интервью. Интервьюер скептически относится к словам Аматерсу о том, что она — божество, и на земле много таких, как она. Интервью прерывается, когда комнату обстреливают несколько людей в масках и Люци вынуждена применить свои способности — она щелчком пальцев взрывает головы снайперов на глазах у интервьюера. За убийство Люци попадает на скамью подсудимых, и во время процесса на глазах у всех умирает судья — его голова взрывается так же, как головы снайперов, однако на этот раз это дело рук не Люци. Лаура решает выяснить, кто подставил девушку и для чего, параллельно вникая в мир, в котором боги ходят среди обычных людей.

## Создание
Кирон Гиллен и Джейми Маккелви ранее работали вместе над серией комиксов Phonogram. The Wicked + The Divine является в каком-то смысле её идейным продолжателем — обе серии завязаны на поп-культуре и магии. Выход комикса был анонсирован 9 января 2014 года на Image Expo и состоялся 18 июня 2014 года. По состоянию на январь 2015 года вышло семь выпусков серии, а по словам создателей, сюжет рассчитан на 30-60 выпусков.

## Отзывы
The Wicked + The Divine получает благосклонные отзывы критиков и стала победителем в категории «Лучший комикс» на British Comic Awards в 2014 году. Серия также показывает положительные показатели продаж — шестой выпуск обошёл такие крупные серии издательств большой двойки, как Batman Annual, Robin Rises, Deathstroke, Red Hood и сольную серию о Торе.